# Jealousy (film, 1929)
Pour les articles homonymes, voir Jealousy.
Pour plus de détails, voir Fiche technique et Distribution.
Jealousy est un film américain pré-Code de  Paramount Pictures, réalisé par Jean de Limur et sorti en 1929 .
Il est adapté de la pièce Monsieur Lamberthier de Louis Verneuil. La pièce a été traduite par Eugene Walter et diffusée à Broadway sous le titre Jealousy en 1928. La version cinématographique met en vedette Jeanne Eagels et Fredric March.
Le film a été initialement tourné avec l'acteur britannique Anthony Bushell dans le rôle de Pierre, mais il a été remplacé par March sur l'insistance d'Eagels. L' actrice de rôle secondaire Hilda Moore est décédée avant la sortie du film , tandis que la star du film, Jeanne Eagels, est décédée d'une surdose d'héroïne un mois après la sortie du film.

## Synopsis
Yvonne, propriétaire d'une boutique de robes à Paris, épouse Pierre, un artiste désargenté et jaloux, lui cachant une liaison qu'elle a eue avec Rigaud, avec qui elle a gardé une relation amicale. Rencontrant des difficultés financières, Yvonne se rend chez Rigaud pour obtenir de l'aide et le retrouve assassiné. Pierre avoue le meurtre, disculpant ainsi Clément, un innocent, soupçonné d'avoir tué Rigaud. Pierre se soumet à l'arrestation, confiant qu'il s'en tirera avec une peine légère.

## Fiche technique
- Titre original : Jealousy
- Réalisation : Jean de Limur
- Scénario : Eugene Walter, Garrett Fort (adaptation), John D. Williams (dialogues)
- Société de production : Paramount Pictures
- Photographie : Alfred Gilks
- Direction artistique : William Saulter
- Pays de production : États-Unis
- Format : Noir et blanc - 35 mm - 1,20:1 - 7 bobines - Son : Mono (RCA Photophone System)
- Genre : Drame
- Durée : 66 minutes
- Date de sortie : 1929

## Distribution
- Jeanne Eagels : Yvonne
- Fredric March : Pierre
- Halliwell Hobbes : Rigaud
- Blanche Le Clair : Renée
- Henry Daniell : Clément
- Hilda Moore : Charlotte
- Carlotta Coerr : 	Louise
- Granville Bates : l'avocat
- Virginia Chauvenet : la femme de chambre
- Edgar Caldwell (non crédité)

## Statut du film
Aucune copie connue du film ne subsiste et il est aujourd'hui considéré comme perdu,.